# Danh sách quốc gia không có lực lượng vũ trang

Các quốc gia không có lực lượng quân đội thường trực
Vùng lãnh thổ không có lực lượng vũ trang
Vùng lãnh thổ không có quân đội chính quy nhưng có lực lượng quân sự hạn chế

Đây là một danh sách các quốc gia không có lực lượng vũ trang. Thuật ngữ "quốc gia" được sử dụng với nghĩa lãnh thổ độc lập, do đó nó chỉ áp dụng với các quốc gia có chủ quyền và không phải là thuộc địa (ví dụ như Guam, Quần đảo Bắc Mariana, Bermuda), nơi mà quốc phòng thuộc trách nhiệm của một quốc gia khác hoặc một phương án thay thế quân đội. Thuật ngữ "lực lượng vũ trang" đề cập đến tất cả lực lượng quân đội do chính phủ tài trợ được sử dụng để mở rộng các chính sách đối nội và đối ngoại. Một vài quốc gia trong danh sách, ví dụ như Iceland và Monaco, không có quân đội chính quy, nhưng có lực lượng dân quân.
Rất nhiều quốc gia trong danh sách có một hiệp ước lâu đời với mẫu quốc cũ; một ví dụ là hiệp ước giữa Monaco và Pháp đã tồn tại ít nhất 300 năm. Các nước trong Hiệp ước Liên kết Tự do gồm Quần đảo Marshall, Liên bang Micronesia (FSM) và Palau không có quyền quyết định trong các vấn đề quốc phòng, và có rất ít tiếng nói trong các quan hệ quốc tế. Ví dụ như khi FSM thương lượng một hiệp ước quốc phòng với Hoa Kỳ, họ ở trong thế yếu vì phụ thuộc hầu như hoàn toàn vào trợ cấp của người Mỹ. Andorra có một lực lượng quân đội nhỏ và có thể yêu cầu viện trợ quốc phòng nếu cần thiết, trong khi Iceland từng có một hiệp ước độc đáo với Hoa Kỳ tồn tại cho đến năm 2006, yêu cầu họ phải cung cấp sự bảo vệ cho Iceland nếu cần thiết.
Các quốc gia còn lại chịu tự trách nhiệm cho vấn đề quốc phòng của đất nước mình, với bất cứ lực lượng vũ trang nào hoặc các lực lượng vũ trang bị hạn chế. Một vài quốc gia, như Costa Rica và Grenada, đang trong quá trình giải trừ quân bị. Các quốc gia khác được thành lập mà không có lực lượng vũ trang, như Samoa hơn 50 năm trước; cũng là lý do chính khiến họ đã hoặc đang nằm trong sự bảo vệ của một nước khác trong thời điểm giành độc lập.
Nhật Bản không nằm trong danh sách này vì trong khi đất nước không có quân đội chính thức theo Điều 9 trong Hiến pháp, Nhật Bản vẫn có Lực lượng Phòng vệ, một đội quân bảo vệ chủ quyền đất nước chỉ có thể được điều động bên ngoài biên giới Nhật Bản bởi Liên Hợp Quốc cho nhiệm vụ gìn giữ hòa bình.

## Các quốc gia không có lực lượng vũ trang
| Quốc gia                    | Chú thích | Tham khảo                          |
| --------------------------- | --- | ---------------------------------- |
| Andorra                     | Andorra không có quân đội chính quy nhưng đã ký hiệp ước với Tây Ban Nha và Pháp về mặt quốc phòng. Quân đội tình nguyện của quốc gia này chỉ đơn thuần góp mặt trong các nghi lễ. Lực lượng bán quân sự GIPA (được huấn luyện chống khủng bố và giải cứu con tin) là một phần của lực lượng cảnh sát quốc gia. | [ 18 ] [ 19 ]                      |
| Dominica                    | Dominica không có quân đội thường trực kể từ năm 1981. Lực lượng Cảnh sát Khối thịnh vượng chung Dominica có một đơn vị lực lượng đặc biệt và lực lượng bảo vệ bờ biển. Trong trường hợp chiến tranh hoặc các trường hợp khẩn cấp khác, lực lượng cảnh sát có thể hoạt động như một lực lượng quân sự nếu được chính quyền chỉ đạo. Quốc phòng là trách nhiệm của Hệ thống An ninh Khu vực. | [ 20 ] [ 21 ] [ 22 ]               |
| Grenada                     | Chưa từng có quân đội chính quy từ năm 1983 do sự xâm lược của Mỹ. Lực lượng Cảnh sát Hoàng gia Grenada duy trì một đơn vị bán quân sự đặc biệt với nhiệm vụ bảo an. Quốc phòng là nhiệm vụ của Hệ thống An ninh Khu vực (Regional Security System). | [ 13 ]                             |
| Kiribati                    | Theo Hiến pháp, cảnh sát là lực lượng vũ trang duy nhất được cấp phép tại Kiribati, bao gồm cả Đơn vị Tuần tra Hàng Hải. Đơn vị này được trang bị một số vũ khí và một tàu tuần tra Thái Bình Dương, chiếc Teanoai. Nhiệm vụ quốc phòng được hỗ trợ bởi Australia và New Zealand theo một thỏa thuận không chính thức giữa ba nước. | [ 23 ] [ 24 ] [ 25 ]               |
| Liechtenstein               | Loại bỏ quân đội vào năm 1868 vì lý do kinh tế. Quân đội chỉ được điều động vào thời chiến, nhưng tình huống này chưa bao giờ xảy ra. Tuy nhiên Liechtenstein vẫn duy trì một lực lượng cảnh sát và đặc nhiệm, được trang bị vũ khí để thực hiện nhiệm vụ bảo an. | [ 26 ] [ 27 ]                      |
| Quần đảo Marshall           | Từ khi quốc gia được thành lập, cảnh sát là lực lượng duy nhất được chấp nhận, bao gồm một Đơn vị Tuần tra Hàng hải. Đơn vị này được trang bị một số vũ khí và một chiếc tàu tuần tra Thái Bình Dương, chiếc Lomor. Theo Hiệp ước Liên kết Tự do, quốc phòng thuộc trách nhiệm của Hoa Kỳ. | [ 6 ] [ 28 ] [ 29 ]                |
| Liên bang Micronesia        | Kể từ khi thành lập, quốc gia này chưa từng có quân đội. Lực lượng vũ trang duy nhất được cho phép là cảnh sát, với một Đơn vị Tuần tra Hàng hải. Đơn vị này được trang bị một số vũ khí và một chiếc tàu tuần tra Thái Bình Dương, chiếc Independence. Quốc phòng là nhiệm vụ của Hoa Kỳ, theo Hiệp ước Liên kết Tự do. | [ 30 ] [ 31 ]                      |
| Nauru                       | Australia chịu trách nhiệm đảm bảo an ninh cho Nauru theo một hiệp ước không chính thức giữa hai bên. Tuy nhiên, vẫn có một lực lượng cảnh sát tương đối lớn cùng với một lực lượng hỗ trợ nhằm đảm bảo an ninh nội bộ. | [ 32 ] [ 33 ] [ 34 ] [ 35 ] [ 36 ] |
| Palau                       | Kể từ khi thành lập, quốc gia này chưa từng có quân đội. Lực lượng vũ trang duy nhất được cho phép là cảnh sát, với một Đơn vị Tuần tra Hàng hải gồm 30 người. Đơn vị này được trang bị một số vũ khí và một chiếc tàu tuần tra Thái Bình Dương, chiếc President H.I. Remeliik. Quốc phòng là nhiệm vụ của Hoa Kỳ, theo Hiệp ước Liên kết Tự do. | [ 7 ] [ 37 ] [ 38 ]                |
| Saint Lucia                 | Cảnh sát Hoàng gia Saint Lucia duy trì hai lực lượng bán quân sự bao gồm 116 đàn ông và phụ nữ, Lực lượng Đặc biệt và Lực lượng Bảo vệ Bờ biển, với cùng nhiệm vụ bảo an. Quốc phòng là nhiệm vụ của Hệ thống An ninh Khu vực. | [ 13 ] [ 39 ] [ 40 ]               |
| Saint Vincent và Grenadines | Lực lượng Cảnh sát Hoàng gia Saint Vincent và Grenadines duy trì hai lực lượng bán quân sự bao gồm 94 đàn ông và phụ nữ, Lực lượng Đặc biệt và Lực lượng Bảo vệ Bờ biển, với cùng nhiệm vụ bảo an. Tất cả tướng lĩnh chỉ huy trong lực lượng bảo vệ bờ biển, trừ Đại úy David Robin đều là tướng lĩnh từ Hải quân Hoàng gia Anh. Quốc phòng là nhiệm vụ của Hệ thống An ninh Khu vực. | [ 13 ] [ 41 ] [ 42 ]               |
| Samoa                       | Tuy được thành lập theo tiêu chí phi quân sự, quốc gia này vẫn có một lực lượng cảnh sát nhỏ và một Đơn vị Tuần tra Hàng hải được trang bị một số vũ khí và một tàu tuần tra Thái Bình Dương, chiếc Nafanua. Theo Hiệp ước Hữu Nghị năm 1962, New Zealand chịu trách nhiệm quốc phòng cho quốc gia này. | [ 43 ] [ 44 ] [ 45 ]               |
| Quần đảo Solomon            | Duy trì một lực lượng bán quân sự cho đến một cuộc xung đột sắc tộc nặng nề xảy ra, trong đó Australia, New Zealand và các nước Thái Bình Dương khác đã can thiệp nhằm khôi phục lại luật pháp và trật tự. Kể từ đó không một lực lượng vũ trang nào được duy trì, trừ lực lượng cảnh sát khá lớn và một Đơn vị Tuần tra Hàng hải. Đơn vị này được trang bị vũ khí và hai chiếc tàu tuần tra Thái Bình Dương, Auki và Lata. Quốc phòng và bảo an thuộc nhiệm vụ của các quốc gia khác trong khu vực theo Sứ mệnh hỗ trợ khu vực cho Quần đảo Solomon (RAMSI). | [ 46 ] [ 47 ] [ 48 ] [ 49 ] [ 50 ] |
| Tuvalu                      | Tuy được thành lập theo tiêu chí phi quân sự, quốc gia này vẫn có một lực lượng cảnh sát nhỏ và một Đơn vị Tuần tra Hàng hải được trang bị một số vũ khí và một tàu tuần tra Thái Bình Dương, chiếc Te Mataili. | [ 51 ] [ 52 ] [ 53 ]               |
| Vatican                     | Duy trì một lực lượng cảnh sát và an ninh với nhiệm vụ bảo an. Vệ binh Thụy Sĩ không trực thuộc Chính phủ Vatican mà thuộc về Tòa Thánh. Không có một hiệp ước bảo vệ nào với Ý vì điều đó sẽ ảnh hưởng đến chính sách trung lập của Vatican, nhưng quân đội Ý vẫn bảo vệ Vatican một cách không chính thức. Lực lượng vệ binh Palatine và vệ binh Noble đã bị xóa bỏ vào năm 1970. | [ 54 ] [ 55 ] [ 56 ]               |

## Các quốc gia có lực lượng quân sự hạn chế thay vì quân đội chính quy
| Quốc gia   | Chú thích | Tham khảo                                 |
| ---------- | --- | ----------------------------------------- |
| Costa Rica | Hiến pháp Costa Rica không cho phép sự có mặt của quân đội chính quy từ năm 1949. Quốc gia này có một lực lượng công an với nhiệm vụ thực thi pháp luật và đảm bảo an ninh nội bộ. Với lý do này, Costa Rica là nơi đặt trụ sở của Tòa án Nhân quyền liên Mỹ cũng như Đại học vì hòa bình của Liên Hợp Quốc. | [ 57 ]                                    |
| Iceland    | Chưa từng có quân đội chính quy từ năm 1869, nhưng là một thành viên tích cực của NATO. Iceland có một thỏa thuận quân sự với Hoa Kỳ nhằm duy trì một Lực lượng Quốc phòng Iceland và một căn cứ quân sự từ 1951–2006. Tuy nhiên, Hoa Kỳ thông báo rằng họ sẽ tiếp tục hỗ trợ quốc phòng cho Iceland mà không dựa vào lực lượng trong nước. Căn cứ không quân Keflavik đóng cửa vào cuối năm 2006 sau 55 năm hoạt động. Kể cả khi Iceland không có quân đội thường trực, quốc gia này vẫn duy trì một lực lượng gìn giữ hòa bình, một hệ thống phòng không, một lực lượng quân sự bảo vệ bờ viển, một dịch vụ cảnh sát và một lực lượng cảnh sát đặc nhiệm. Ngoài ra còn có các hiệp định về các hoạt động an ninh và quân sự khác với Na Uy, Đan Mạch và các nước NATO khác. | [ 11 ] [ 58 ] [ 59 ] [ 60 ] [ 61 ] [ 62 ] |
| Mauritius  | Mauritius đã không có một đội quân thường trực từ năm 1968. Tất cả quân đội, cảnh sát, và các chức năng an ninh được thực hiện bởi 10.000 nhân viên làm hoạt động dưới sự chỉ huy của các Ủy viên Cảnh sát. 8.000 thành viên của Lực lượng Cảnh sát Quốc gia có trách nhiệm thực thi pháp luật trong nước. Ngoài ra còn có 1.500 thành viên của Lực lượng Đặc công, và 500 thành viên của đội Bảo vệ bờ biển, cả hai đều được coi là các đơn vị bán quân sự và được trang bị vũ khí hạng nhẹ. | [ 63 ] [ 64 ] [ 65 ]                      |
| Monaco     | Từ bỏ đầu tư cho quân sự trong thế kỷ 17 vì sự tiến bộ trong công nghệ pháo binh đã khiến Monaco không có khả năng tự vệ, nhưng họ vẫn tự nhận mình có lực lượng quân sự hạn chế. Mặc dù quốc phòng là trách nhiệm của Pháp, hai đơn vị quân đội nhỏ được duy trì: một đơn vị chủ yếu bảo vệ Thái tử và ngành tư pháp, trong khi đơn vị còn lại chịu trách nhiệm dân phòng và chữa cháy. Cả hai đơn vị đều được huấn luyện tinh nhuệ và trang bị vũ khí hạng nhẹ. Ngoài quân đội, một lực lượng cảnh sát quốc gia có vũ trang được duy trì cho mục đích an ninh nội bộ. | [ 4 ] [ 66 ]                              |
| Panama     | Bãi bỏ quân đội của nó vào năm 1990, được xác nhận bởi một cuộc bỏ phiếu của quốc hội nhất trí thay đổi hiến pháp năm 1994. Các lực lượng công Panama bao gồm cảnh sát quốc gia, dịch vụ biên giới quốc gia, dịch vụ không quân-hải quân quốc gia, và dịch vụ bảo vệ thể chế, đều có một số khả năng phục vụ chiến tranh. | [ 67 ] [ 68 ] [ 69 ]                      |
| Vanuatu    | Lực lượng Cảnh sát Vanuatu duy trì một lực lượng bán quân sự, được gọi là Lực lượng đặc nhiệm Vanuatu cho mục đích an ninh nội bộ. Lực lượng đặc nhiệm Vanuatu bao gồm gần 300 người đàn ông và phụ nữ, được trang bị tốt với vũ khí hạng nhẹ. | [ 70 ] [ 71 ] [ 72 ]                      |